# Resurrection Macabre
Resurrection Macabre — пятый студийный альбом группы Pestilence, вышедший в 2009 году. Первый новый материал группы за 16 лет, прошедших с момента прекращения её музыкальной деятельности в 1993 году, ознаменовавший возвращение группы к дэт-метал-звучанию. В качестве бонус-треков на версии альбома, изданной ограниченным тиражом, выступают три перезаписанные старые песни Pestilence.

## Об альбоме
Запись альбома происходила в период с 17 по 31 октября 2008 года в Hansen Studios в датском городе Рибе. Саунд-продюсированием альбома занимался Якоб Хансен (Raunchy, Mercenary, Maroon и др.). Автором обложки стал художник Марко Саарелайнен. Релиз состоялся 16 марта 2009 года.
В музыкальном плане альбом характеризуется более жестким и тяжелым гитарным звучанием, риффами и манерой, более близкими к современным образцам дэт-метала. Вокальные партии также более грубы по сравнению с классическими работами коллектива. При этом стандартный "почерк" Pestilence также остался узнаваем. Следует отметить, что последующий альбом группы, Doctrine (альбом) имеет чуть более традиционное звучание, приближающее его к классическому техничному дэт-металу первой половины 
1990-х гг.

## Список композиций
Автор всей музыки и текстов — Патрик Мамели.
1. «Devouring Frenzy» — 2:54
2. «Horror Detox» — 3:20
3. «Fiend» — 3:29
4. «Hate Suicide» — 4:18
5. «Synthetic Grotesque» — 3:57
6. «Neuro Dissonance» — 3:28
7. «Dehydrated II» — 3:47
8. «Resurrection Macabre» — 3:47
9. «Hangman» — 2:52
10. «Y2H» — 3:39
11. «In Sickness and Death» — 5:00

### Бонус-треки
1. «Chemo Therapy» — 4:59
2. «Out of the Body» — 4:31
3. «Lost Souls» — 4:32

## Участники записи
- Патрик Мамели — гитара, вокал
- Тони Чой — бас
- Питер Уилдор — барабаны
- Патрик Утервик — гитара